# Cemali Sertel
Cemali Sertel (Samandağ, 6 gennaio 2000) è un calciatore turco, difensore dell'Hatayspor in prestito dall'İstanbul Başakşehir.

## Carriera

### Club
Prodotto del settore giovanile dell'Eskişehirspor, debutta in prima squadra il 12 agosto 2018 in occasione dell'incontro di TFF 1. Lig perso 3-1 contro il Giresunspor. Il 29 gennaio 2019 viene acquistato dall'İstanbul Başakşehir, che lo lascia in prestito al club rossonero fino al termine della stagione; il prestito viene in seguito esteso anche per l'annata seguente.
Approdato ufficialmente all'İstanbul Başakşehir nel 2020, debutta in Süper Lig il 14 settembre nel match perso 2-0 contro l'Hatayspor. Impiegato con poca frequenza e principalmente da subentrante, al termine della stagione viene ceduto in prestito al Çaykur Rizespor.

### Nazionale
Ha giocato nelle nazionali giovanili turche Under-19 ed Under-21.

## Statistiche

### Presenze e reti nei club
Statistiche aggiornate all'11 dicembre 2021.
| Stagione        | Squadra             | Campionato      | Campionato | Campionato | Coppe nazionali | Coppe nazionali | Coppe nazionali | Coppe continentali | Coppe continentali | Coppe continentali | Altre coppe | Altre coppe | Altre coppe | Totale | Totale |
| Stagione        | Squadra             | Comp            | Pres       | Reti       | Comp            | Pres            | Reti            | Comp               | Pres               | Reti               | Comp        | Pres        | Reti        | Pres   | Reti   |
| --------------- | ------------------- | --------------- | ---------- | ---------- | --------------- | --------------- | --------------- | ------------------ | ------------------ | ------------------ | ----------- | ----------- | ----------- | ------ | ------ |
| 2018-2019       | Eskişehirspor       | 1L              | 21         | 1          | CT              | 0               | 0               |                    | -                  | -                  |             | -           | -           | 21     | 1      |
| 2019-2020       | Eskişehirspor       | 1L              | 29         | 2          | CT              | 0               | 0               |                    | -                  | -                  |             | -           | -           | 29     | 2      |
| 2020-2021       | İstanbul Başakşehir | SL              | 12         | 0          | CT              | 3               | 0               |                    | -                  | -                  | ST          | 0           | 0           | 15     | 0      |
| 2021-2022       | Çaykur Rizespor     | SL              | 13         | 1          | CT              | 0               | 0               |                    | -                  | -                  |             | -           | -           | 13     | 1      |
| Totale carriera | Totale carriera     | Totale carriera | 75         | 4          |                 | 3               | 0               |                    | -                  | -                  |             | 0           | 0           | 78     | 4      |